# Hermann Ziemer
Hermann Ziemer (* 11. Mai 1845 in Neustettin; † 10. Februar 1908 in Kolberg) war ein deutscher Gymnasiallehrer.

## Leben
Hermann Erdmann Johannes Ziemer studierte Philologie und wurde zum Dr. phil. promoviert. 1873 wurde er Lehrer am Gymnasium zu Kolberg. 1893 wurde Ziemer zum Gymnasialprofessor ernannt. Neben Lehrbüchern verfasste er zahlreiche Aufsätze in Fachzeitschriften aus dem Gebiet des Erziehungswesens, der Sprachwissenschaft und der Witterungskunde. Er war Mitglied der Kolberger Freimaurerloge Wilhelm zur Männerkraft.
1875 heiratete er Elise Balthasar (1854–1924), älteste Tochter von Robert Balthasar (1830–1865) und dessen Ehefrau Anna Boldt (1837–1915). Sein Sohn Robert (* 1881) war Oberstleutnant der Reichswehr.

## Schriften
- Das psychologische Moment in der Bildung syntaktischer Sprachformen. Kolberg 1879
- Junggrammatische Streifzüge im Gebiete der Syntax. Kolberg 1882, 2. Aufl. 1883
- Lateinische Grammatik. 2. Bände, Berlin 1893